# International Phonetic Association
Die International Phonetic Association [ɪntəˈnæʃənəl fəˈnɛtɪk əsoʊsiˈeɪʃn] (Abkürzung: IPA; französisch Association phonétique internationale, API; deutsch früher auch Weltlautschriftverein) ist die weltweit größte und wichtigste Vereinigung auf dem Gebiet der phonetischen Wissenschaften und ihrer Anwendung.
Der Verein wurde 1886 in Paris von einigen Sprachlehrern unter Führung des französischen Linguisten Paul Passy gegründet, zunächst mit dem Ziel, ein möglichst einheitliches phonetisches Transkriptionssystem für die Notation der Laute praktisch aller bekannten Sprachen zu entwickeln und dieses System fortan auch als Hilfsmittel im Fremdsprachenunterricht an Schulen zu verbreiten.
Im Jahr 1888 schuf die IPA ein später fortgeschriebenes Internationales Phonetisches Alphabet, dem im Jahr 1889 der erste Jahrgang ihres Organs Maître Phonétique folgte.
Die Fachzeitschrift Journal of the International Phonetic Association wird im Auftrag des Verbands herausgegeben, ferner ist die IPA auch Veranstalter einer vierjährigen, internationalen Konferenz, dem International Congress of Phonetic Sciences (ICPhS).